# Al-Duhail Sports Club
Maillots
Al-Duhail Sports Club (en arabe : نادي الدحيل الرياضي), plus couramment abrégé en Al-Duhail, est un club qatarien de football fondé en 1938 et basé à Doha, la capitale du pays.
Anciennement « Al-Shorta Doha (Police Club) » de 1938 à 2009 puis « Lekhwiya Sports Club » de 2009 à 2017, c'est le club qui a le plus gros budget du Qatar depuis que le cheikh Tamim ben Hamad Al Thani, propriétaire également du Paris-Saint-Germain, a racheté le club.

## Historique
- 1938 : fondation du club sous le nom de « Al-Shorta Doha (Police Club) »
- 2009 : le club est renommé « Lekhwiya Sports Club »[2] et est promu en D1
- 2017 : le club est renommé « Al-Duhail » après sa fusion avec El-Jaish SC

## Palmarès
| Compétitions nationales | Compétitions internationales |
| - Championnat du Qatar (8) : - Champion : 2011, 2012, 2014, 2015, 2017, 2018, 2020 et 2023. - Vice-champion : 2013. - Coupe du Qatar (4) : - Vainqueur : 2016, 2018, 2019, 2022 - Coupe Crown Prince de Qatar (5) : - Vainqueur : 2013, 2015, 2018, 2019 et 2024. - Finaliste : 2014, 2016. - Supercoupe du Qatar (2) : - Vainqueur : 2015, 2016. - Finaliste : 2010, 2014, 2017, 2018. |                              |

## Joueurs et personnalités du club

### Entraîneurs du club
Le tableau suivant présente la liste des entraîneurs du club depuis 2008.
| Rang | Nom              | Période   |
| ---- | ---------------- | --------- |
| 1    | Khalifa Khamis   | 2008      |
| 2    | Abdullah Saad    | 2008-2009 |
| 3    | Abdullah Mubarak | 2009-2010 |

| Rang | Nom             | Période   |
| ---- | --------------- | --------- |
| 4    | Djamel Belmadi  | 2010-2012 |
| 5    | Eric Gerets     | 2012-2014 |
| 6    | Michael Laudrup | 2014-2015 |

| Rang | Nom            | Période             |
| ---- | -------------- | ------------------- |
| 7    | Djamel Belmadi | 2015-2018           |
| 8    | Nabil Maâloul  | 2018-jan. 2019      |
| 9    | Rui Faria      | jan. 2019-jan. 2020 |
| 10   | Walid Regragui | jan. 2020-          |